# 匍茎小报春
匍茎小报春（学名：Primula tenella）为报春花科报春花属下的一个种。主要产于西藏，生于4700-5000米的石壁缝中。

## 扩展阅读
- 維基物種上的相關：匍茎小报春